# Jiří Taufer (matematik)
Jiří Taufer (18. září 1940, Kalač na Donu - 28. května 2013) byl český matematik. Byl synem básníka Jiřího Taufera. 

## Život
Jiří Taufer se narodil 8. září 1940 v Kalači na Donu. V Rusku byl jeho otec, básník a komunista Jiří Taufer v emigraci během 2. světové války.
Studoval numerickou matematiku na Matematicko-fyzikální fakultě Univerzity Karlovy v Praze. V roce 1963 nastoupil do Matematickém ústavu ČSAV jako odborný pracovník. V roce 1971 obdržel titul kandidáta věd a 1972 na Matematicko-fyzikální fakultě Univerzity Karlovy titul RNDr. Vedoucím jeho disertační práce byl Ivo Babuška.
Roku 1992 začal působit na Fakultě stavební ČVUT a roku 1995 na Fakultě dopravní ČVUT. V roce 2002 obhájil habilitační práci a získal hodnost docent v oboru aplikovaná matematika. V roce 2010 mu byla udělena zlatá medaile ČVUT.

## Dílo
- TAUFER, Jiří; VRAŠTILOVÁ, Olga. Matematika 1 : diferenciální počet pro inženýry. Ostrava: Montanex, 1998. 151 s. ISBN 80-7225-006-x.
- kolektiv autorů. Matematika : přijímací zkoušky na ČVUT. Praha: České vysoké učení technické 217 s. ISBN 978-80-01-05849-7.
- TAUFER, Jiří. Faktorisierungsmethode für ein Randwertproblem eines linearen Systems von Differentialgleichungen. Aplikace matematiky. 1968, roč. 13, čís. 2, s. 191–198. Dostupné online. doi:10.21136/AM.1968.103155.
- TAUFER, Jiří. On factorization method. Aplikace matematiky. 1966, roč. 11, čís. 6, s. 427–451. Dostupné online. doi:10.21136/AM.1966.103052.
- PRÁGER, Milan; TAUFER, Jiří; VITÁSEK, Emil. Overimplicit methods for the solution of evolution problems. Aplikace matematiky. 1973, roč. 18, čís. 6, s. 399–421. Dostupné online.